# 오다와라역
오다와라역(일본어: 小田原駅、おだわらえき)은 일본 가나가와현 오다와라시에 있는 철도역이다. 동일본 여객철도, 도카이 여객철도, 오다큐 전철, 하코네 등산 철도, 이즈하코네 철도 등이 운행하는 열차가 정차한다.

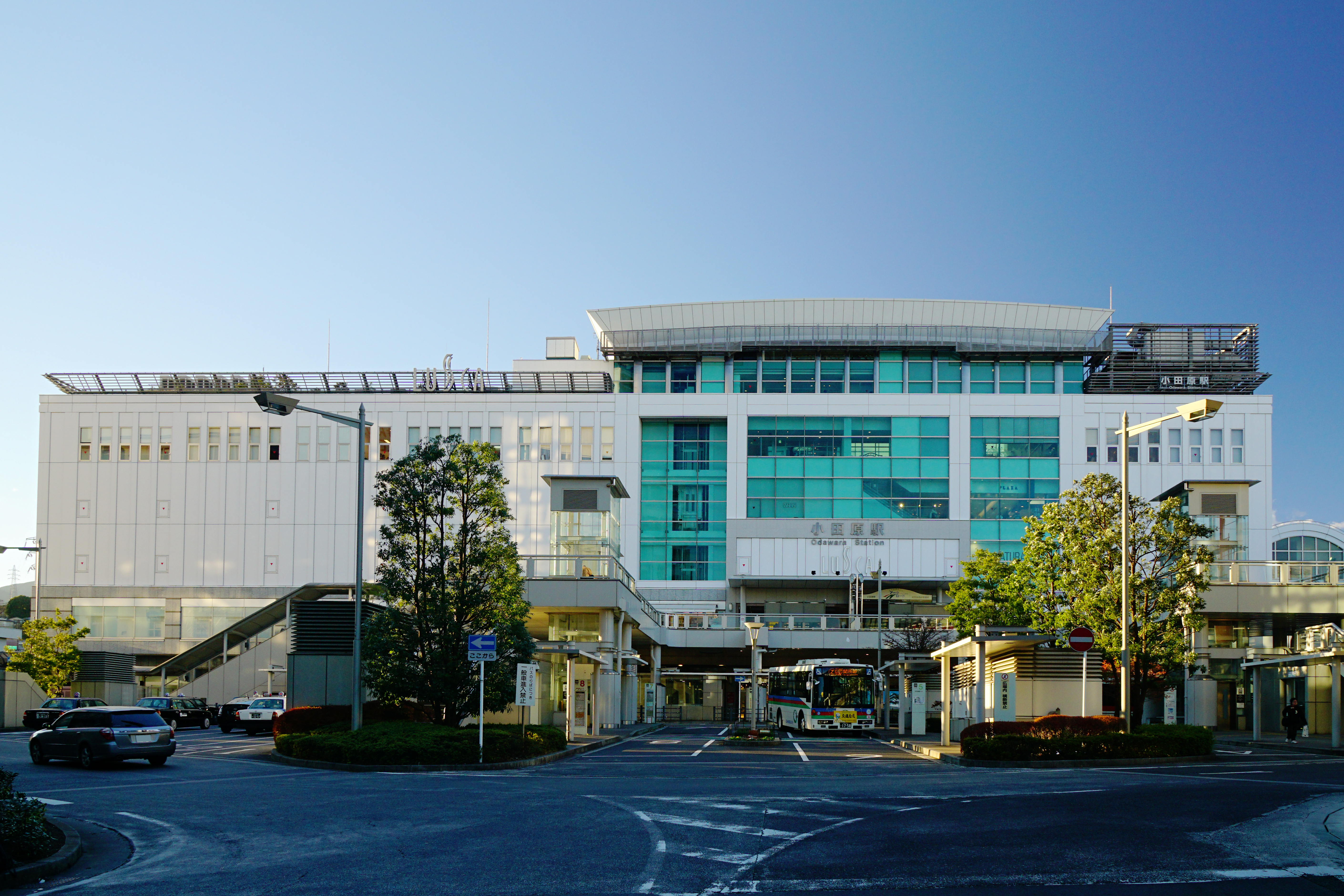
동쪽 출구

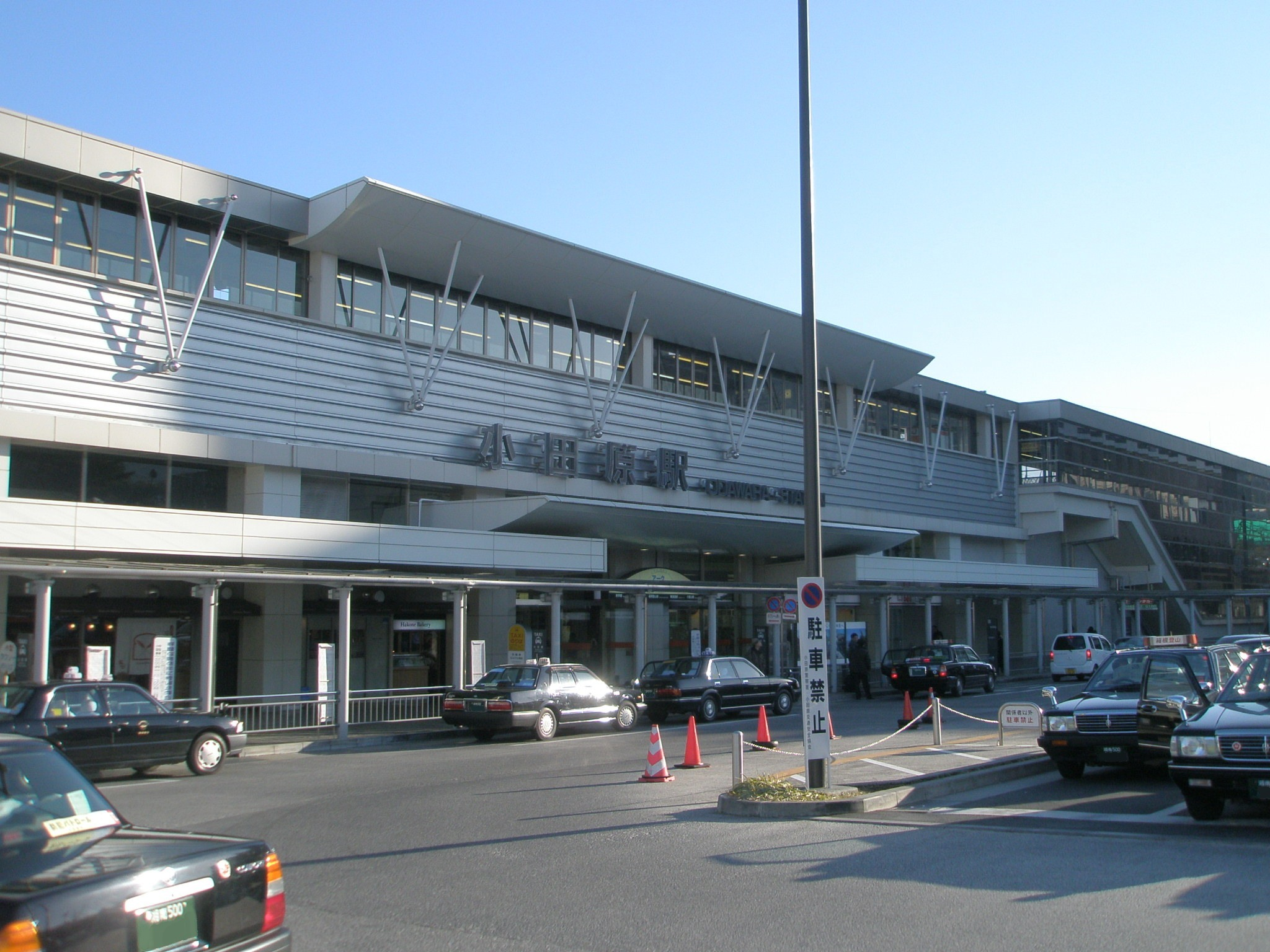
서쪽 출구

## 개요

### 접속 노선
- 동일본 여객철도
  - 도카이도 본선
  - 쇼난 신주쿠 라인
- 도카이 여객철도
  - 도카이도 신칸센
- 오다큐 전철
  - 오다와라선
- 하코네 등산 철도
  - 철도선
- 이즈하코네 철도
  - 다이유잔선

### 역사 · 연혁
- 1920년 10월 21일 - 국유철도 아타미선 고즈역 ~ 오다와라역 구간의 개통과 동시에 개업.
- 1923년 9월 1일 - 간토 대지진으로 역사가 피해를 입음.
- 1927년 4월 1일 - 오다와라 급행 철도 (지금의 오다큐 전철)의 신주쿠역 ~ 오다와라역 구간이 개통.
- 1935년 6월 16일 - 다이유잔 철도선 (지금의 이즈하코네 철도 다이유잔선)이 오다와라역까지 개통.
- 1935년 10월 1일 - 하코네 등산 철도가 오다와라역까지 개통.
- 1964년 10월 1일 - 도카이도 신칸센 개업.
- 1973년 5월 20일 - 일본국유철도 오다와라역의 화물 기능을 세이쇼 화물역으로 집약.
- 1987년 4월 1일 - 일본국유철도의 민영화에 따라 국철 소속역이 동일본 여객철도의 소속이 되었다.

## 역 구조

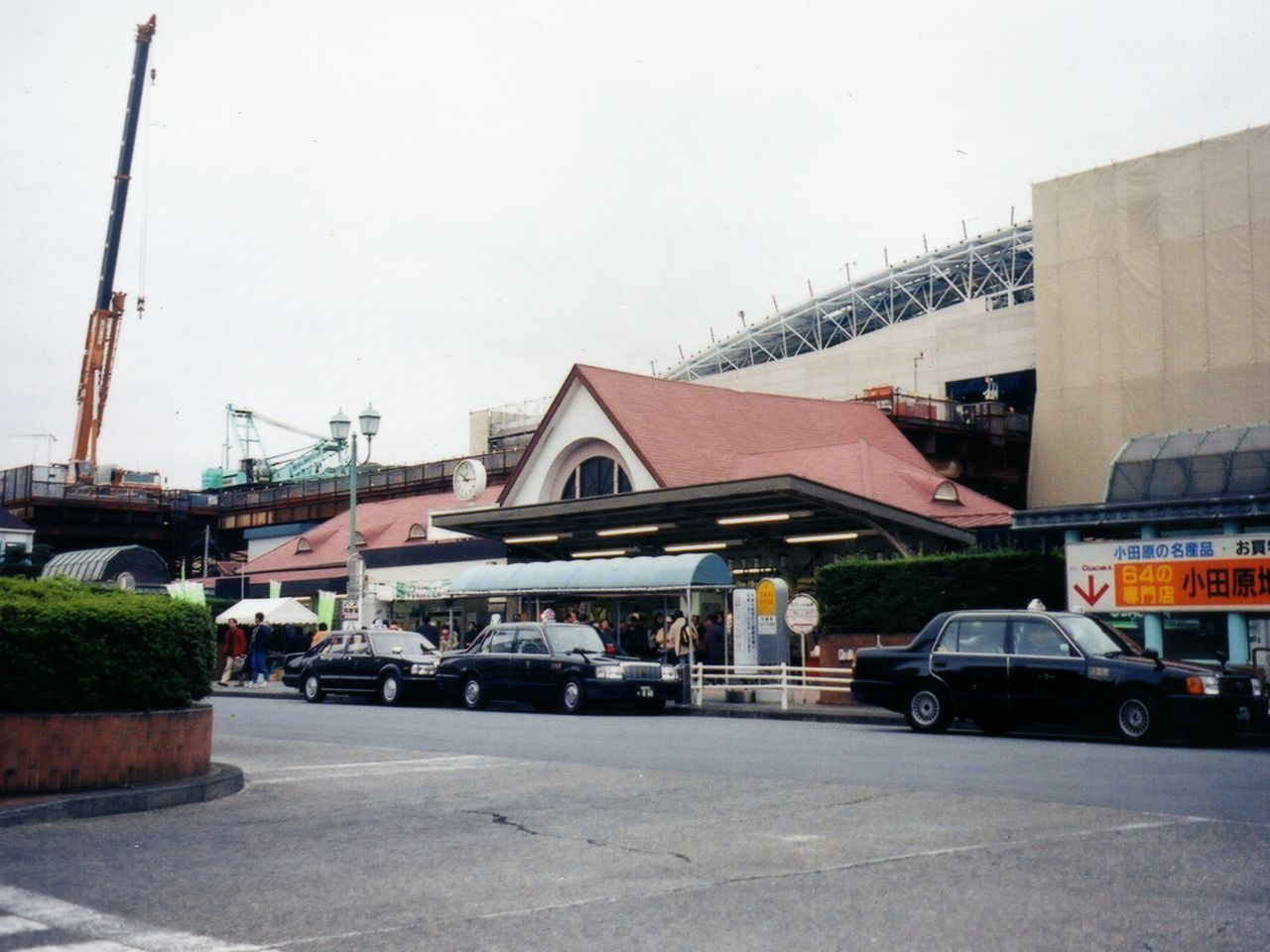
2002년의 동일본 여객철도 역사

오다와라역의 승강장 번호 체계는 하나로 합쳐져 있다. 번호는 남쪽에서 북쪽 순으로 정해져 있으며, 아래와 같다.
- 1·2번선: 이즈하코네 철도
- 3 ~ 6번선: 동일본 여객철도
- 7 ~ 11번선: 오다큐 전철·하코네 등산 철도
- 13·14번선: 도카이 여객철도

고가역인 신칸센을 제외하고 모두 지상역이다. 동일본 여객철도, 오다큐 전철, 하코네 등산 철도는 지상 3층, 도카이 여객철도는 지상 1층, 이즈하코네 철도는 지상 2층에 각각의 개찰구 및 역무실이 있으며, 오다큐 전철과 하코네 등산 철도의 개찰구는 공용이다.

### 이즈하코네 철도
지상역으로, 두단식 승강장 2면 2선 형태이다. 1번선에는 하차전용 승강장이 있다.
| 1·2 | ■ 다이유잔선 | 사가미누마타·다이유잔 방면 |

### 동일본 여객철도
지상역이며, 섬식 승강장 2면 4선 형태이다. 2면 4선의 승강장 바깥으로는 화물선 2선과 유치선 2선이 있다. 유치선은 아타미 방면에도 설치되어 있다. 쓰루미역부터 시작된 도카이도 화물선과의 병주 구간이 끝나는 곳이며 오다와라역 이서 구간에서는 여객열차와 화물열차가 같은 선로를 사용한다.
특급 오도리코·리조트 오도리코 호 전 열차, 슈퍼 뷰 오도리코 호 일부 열차가 정차한다. 또한 오하요 라이너 신주쿠·홈 라이너 오다와라의 시·종착역이며, 쇼난 신주쿠 라인과 통근쾌속 전 열차, 도쿄역 시발 보통 열차의 3분의 1이 이 역에서 시종착한다. 심야에는 하행 임시쾌속 문라이트 나가라가 정차한다.
| 3 | ■ 도카이도선                              | 하행 | 아타미·누마즈·이토 방면     |                  |
| 4 | ■ 도카이도선                              | 하행 | 아타미·누마즈·이토 방면     | (대피 열차)      |
| 4 | ■ 도카이도선                              | 상행 | 히라쓰카·요코하마·도쿄 방면 | (시발 열차)      |
| 4 | ■ 쇼난 신주쿠 라인 (다카사키선 직결 운행) | 북행 | 시부야·신주쿠·오미야 방면   |                  |
| 5 | ■ 도카이도선                              | 상행 | 히라쓰카·요코하마·도쿄 방면 | (시발·대피 열차) |
| 5 | ■ 쇼난 신주쿠 라인 (다카사키선 직결 운행) | 북행 | 시부야·신주쿠·오미야 방면   | (시발 열차)      |
| 6 | ■ 도카이도선                              | 상행 | 히라쓰카·요코하마·도쿄 방면 |                  |

### 오다큐 전철·하코네 등산 철도
오다큐 전철·하코네 등산 철도의 공용 사용역이며 오다큐 전철이 관리하고 있다.
| 7  | ■ 하코네 등산 철도 철도선 | ■ 하코네 등산 철도 철도선 | 하코네유모토 방면               |
| 7  | ■ 오다큐 오다와라선       | 당역 종착                 |                                 |
| 8  | ■ 오다큐 오다와라선       | 당역 종착                 | 하차 전용 승강장                |
| 9  | ■ 오다큐 오다와라선       | 당역 시발                 | 사가미오노·신주쿠·지요다선 방면 |
| 10 | ■ 오다큐 오다와라선       |                           | 사가미오노·신주쿠·지요다선 방면 |
| 11 | ■ 하코네 등산 철도 철도선 | ■ 하코네 등산 철도 철도선 | 하코네유모토 방면               |

### 도카이 여객철도
고가역이며 상대식 승강장 2면 2선 형태이다. 승강장 사이에는 통과선 2개가 추가로 설치되어 있다. 도쿄역 ~ 신오사카역 (상행 1편은 미하라역 시발), 신요코하마역 ~ 히로시마역 간의 히카리 호가 2시간 당 1편 정차하고 고다마 호급 모든 열차가 시간당 2편 정차한다.
| 13 | ■ 도카이도 신칸센 (하행) | 시즈오카·하마마츠·나고야·신오사카 방면 |
| 14 | ■ 도카이도 신칸센 (상행) | 신요코하마·시나가와·도쿄 방면          |

## 인접 역
| 동일본 여객철도 도카이도 본선             | 동일본 여객철도 도카이도 본선               | 동일본 여객철도 도카이도 본선    |
| ----------------------------------------- | ------------------------------------------- | -------------------------------- |
| JT 14 고즈 구로이소·다카사키 방면         | 도카이도선 통근쾌속                         | 시·종착역                        |
| JT 14 고즈 구로이소·다카사키 방면         | 도카이도선 쾌속 아쿠티 호                   | JT 17 하야카와 아타미 방면       |
| JT 15 가모노미야 구로이소·다카사키 방면   | 도카이도선 보통                             | JT 17 하야카와 아타미 방면       |
| 고즈 신주쿠 방면                          | ■ 쇼난 신주쿠 라인 특별쾌속                 | 시·종착역                        |
| 가모노미야 신주쿠 방면                    | ■ 쇼난 신주쿠 라인 쾌속                     | 시·종착역                        |
| 도카이 여객철도 도카이도 신칸센           |                                             |                                  |
| 신요코하마 도쿄 방면                      | ■ 도카이도 신칸센 히카리 호                 | 시즈오카 신오사카 방면           |
| 신요코하마 도쿄 방면                      | ■ 도카이도 신칸센 고다마 호                 | 아타미 신오사카 방면             |
| 오다큐 오다와라선·하코네 등산 철도 철도선 |                                             |                                  |
| 신마쓰다 신주쿠 방면                      | ■ 오다큐 오다와라선 쾌속급행·급행 (10량)    | 시·종착역                        |
| 아시가라 신주쿠 방면                      | ■ 오다큐 오다와라선 급행 (6량)              | 시·종착역                        |
| 아시가라 신주쿠 방면                      | ■ 오다큐 오다와라선·하코네 등산 철도선 보통 | 하코네이타바시 하코네유모토 방면 |
| 이즈하코네 철도 다이유잔선                |                                             |                                  |
| 시·종착역                                 | ■ 다이유잔선 보통                           | 미도리초 다이유잔 방면           |

## 같이 보기
- 오다와라슈쿠